# یخفشان

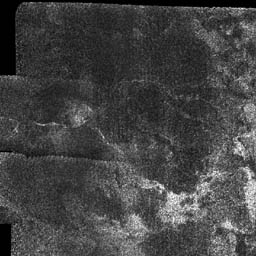
گانسا ماکولا، در تیتان، قمر زحل ممکن است یک گنبد یخفشان باشد

یخفشان (به انگلیسی: Cryovolcano) یا آتشفشان یخ، یک فوران آتشفشان‌وار مواد فرار مانند آب، آمونیاک یا متان است که در شرایطی به جای سنگ مذاب، این مواد به‌صورت گاز یا مایع و بخار به بیرون پرتاب می‌شوند. پس از فوران، این یخ گدازه‌ها در اثر دمای بسیار پایین پیرامون یخفشان به‌زودی متراکم و به شکل جامد در می‌آیند. یخفشان‌ها در قمرهای یخی و شاید هم در جرم‌های آسمانی مانند جرم‌های موجود در کمربند کویپر پدید می‌آیند.
انرژی مورد نیاز برای ذوب یخ و تولید یخفشان معمولاً از اصطکاک جزر و مدی به‌وجود می‌آید. همچنین ممکن است که سپرده‌های شفاف از مواد منجمد بتواند با ایجاد یک اثر گلخانه‌ای زیر سطحی حرارت مورد نیاز را ایجاد و جمع‌آوری کند.
سیاره‌های نزدیک خورشید، سنگی هستند و تولید ماگما می‌کنند. اما سیاره‌ها و اقمار پس از مریخ، حاوی مقادیر قابل توجهی گاز هستند. آتشفشان در این بخش از منظومه شمسی معمولاً یخفشان است و به جای سنگ‌های مذاب، گاز سرد یا یخ زده مانند آب، آمونیاک و متان فوران می‌کند. اولین یخفشان، سال ۱۹۸۹ توسط کاوشگر وویجر ۲ در تریتون مشاهده شد. بهترین مستند از یخفشان‌ها توسط کاوشگر کاسینی در سال ۲۰۰۵ در انسلادوس تصویربرداری گردیده‌است.
نشانه‌هایی که سیارک ۵۰۰۰۰ در کمربند کویپر در بارهٔ گذشته ارائه می‌دهد نمایان‌گر روی‌داد پدیدهٔ یخ‌فشان در آن سیارک در گذشته‌است.
در این مورد واپاشی هسته‌ای می‌تواند حرارت زیرسطحی را تأمین کرده باشد، زیرا یخ‌فشان مخلوطی از آب و آمونیاک است که در ۱۸۰ درجه کلوین (۹۵-°C) ذوب می‌شود و مایع به شدت سردی تولید می‌شود که می‌توانسته به بیرون رانده شده باشد.

## نگارخانه

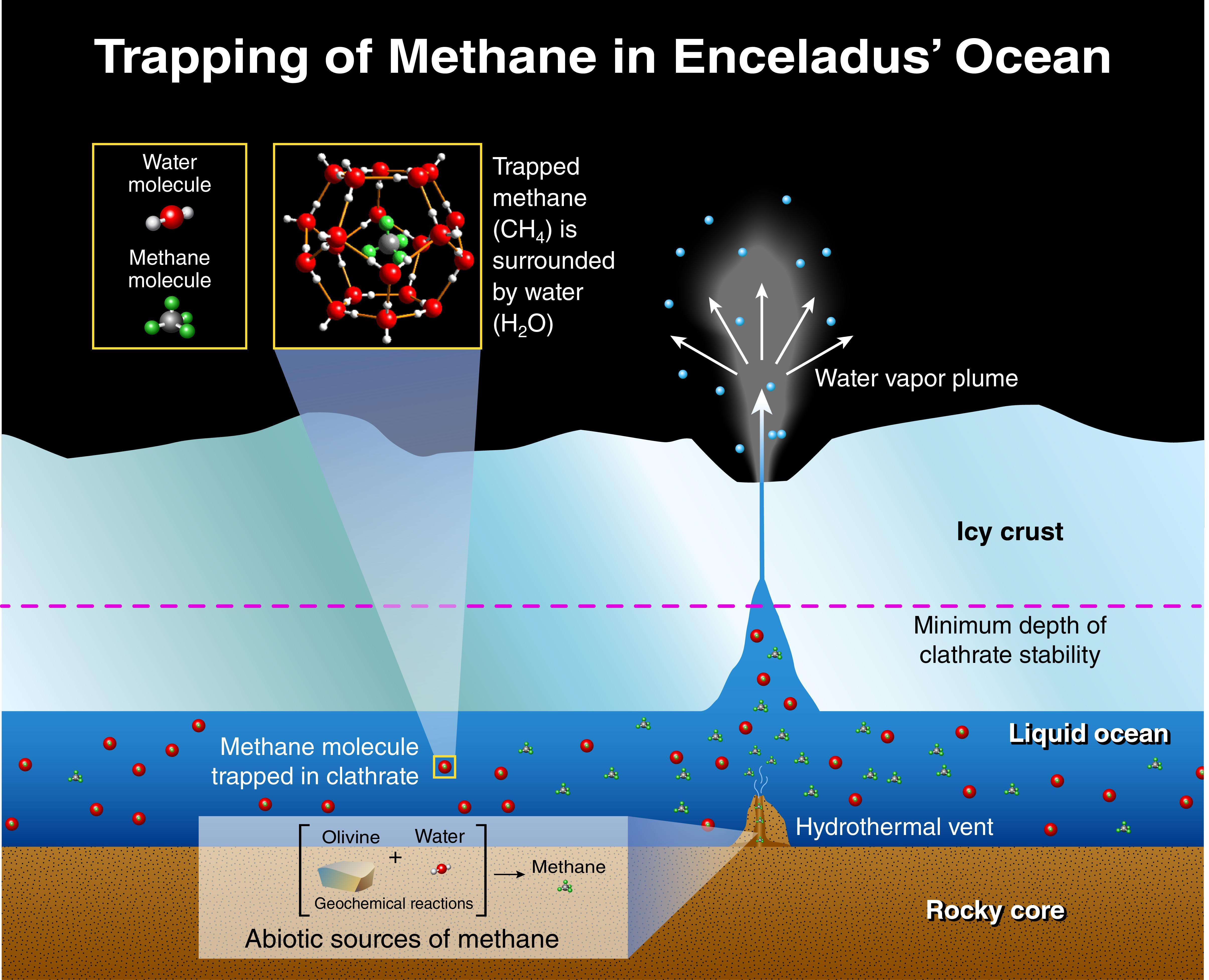
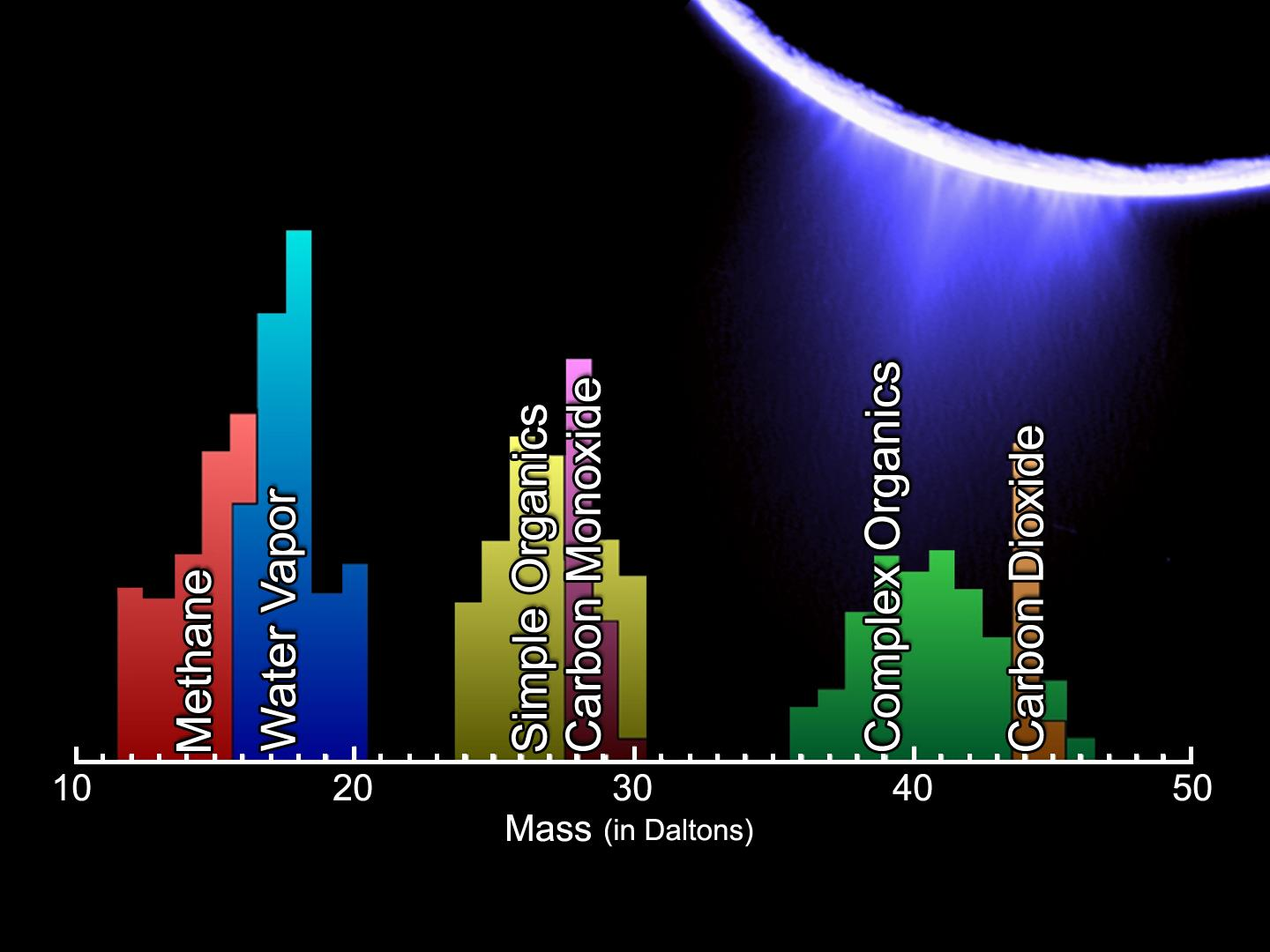
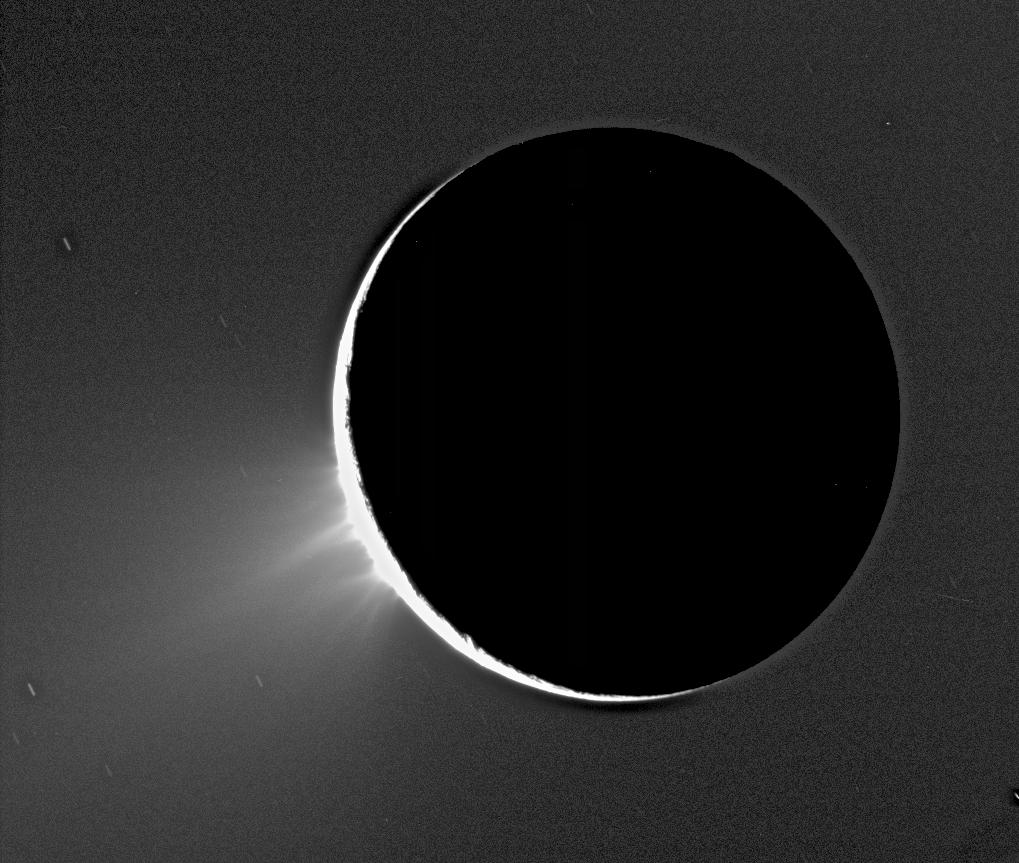